# Gerhard Schramke
Gerhard Schramke (n. 1959, Viena, Austria) este un pianist de jazz, lider de trupă și compozitor austriac.

## Viață și muncă
Schramke a învățat singur să cânte la pian de la o vârstă fragedă. Pianistul și compozitorul austriac de jazz Fritz Pauer l-a sprijinit pe Schramke ca tânăr muzician și a devenit un mentor important. Au urmat primele sale performanțe alături de saxofonistul de jazz Allan Praskin, iar ulterior alături de muzicieni precum Paolo Cardoso, Joris Dudli, Karl Fian, Cornelia Giese, Karl Ratzer, Harry Sokal și Johannes Strasser.
Gerhard Schramke Schramke a fost pentru o lungă durată membru al Vienna Jazz Formation (jazz fusion, funk), pentru care a și compus. A cântat apoi în diverse formații, inclusiv cu Tom Henkes, Ingrid Jensen, Nicolas Simion și Paul Zauner. În 2024, a fondat cvintetul de jazz Bop Explosion (cu Uli Langthaler, Dusan Novakov, Márton Papp și Johannes Probst). În același an, formația a lansat albumul Waltz for Serena la Alessa Records cu șase compoziții scrise de Schramke

## Compoziții (selecție)
- Strong Minority[5]
- Little Town[5]
- Road Reggae[5]
- Simmering[6]
- Waltz for Serena[5]

## Discografie (selecție)
- 1989: Vienna Jazz Formation: Different (LP), Gloria Musikverlag 1989.
- 2024: Bop Explosion: Waltz for Serena (CD/MP3), Alessa Records 2024.